# Robert Markuš
Robert Markuš (Bačka Topola, 7 ottobre 1983) è uno scacchista serbo.
Ha ottenuto il titolo di Grande Maestro nel 2004.

## Principali risultati
Nel 2011 ha vinto il torneo internazionale "Open Karposh" di Skopje.
Nel 2013 ha vinto il torneo "Bosna" di Sarajevo.
Nel 2020 si è classificato secondo nel Campionato serbo, dietro a Aleksandar Indjić.
Ha partecipato alla Coppa del Mondo del 2005, dove ha perso nel primo turno contro Mikhail Gurevich, e alla Coppa del Mondo del 2007, dove ha perso nel primo turno contro Wang Hao.
Con la nazionale serba ha partecipato a cinque Olimpiadi degli scacchi dal 2004 al 2014 (nel 2006 in prima scacchiera), ottenendo complessivamente il 58,3% dei punti.
Ha raggiunto il suo massimo rating FIDE in maggio 2017, con 2673 punti Elo.
Nella lista FIDE di marzo 2022 ha 2627 punti Elo, al primo posto in Serbia.
È molto forte nel gioco blitz. Sul server Playchess, con il nickname "Lord Malshun", è stato per molto tempo ai massimi livelli nel rating blitz.
Alcune partite notevoli:
- R. Markuš – Francisco Vallejo Pons, Campionato europeo 2007:  Difesa Ragozin D38
- R. Markuš – Aleksandar Indjić, Kragujevac 2013:  Sistema di Londra A48
- R. Markuš – Peter Svidler, olimpiadi di Tromso 2014:  Attacco est indiano A07
- Lucas van Foreest - R. Markuš, Zalakaros open 2017:  Difesa est indiana E94